# José Vidal
Pour les articles homonymes, voir Vidal.
José Vidal est un footballeur international uruguayen, né le 15 décembre 1896 et mort le 3 juillet 1974.

## Biographie
Il évolue la majeure partie de sa carrière dans le club de Belgrano Montevideo. Entre le 4 novembre 1923 et le 9 juin 1924, il porte sept fois le maillot de la Céleste et marque un but. Il fait partie du groupe pour la Copa América 1922 mais sans jouer de rencontres. L'année suivante, l'Uruguay gagne à nouveau la Copa América et cette fois il joue les trois rencontres en tant que titulaire indiscutable. 
En 1924, l'Uruguay gagne les Jeux olympiques d'été de 1924 à Paris. C'est à cette occasion qu'il marque son unique but sous les couleurs de l'équipe nationale, le premier de la compétition pour son équipe contre la Yougoslavie. Il est titulaire lors de la finale victorieuse.

## Palmarès
- Champion olympique en 1924 avec l'Uruguay.
- Vainqueur de la Copa América en 1923 avec l'Uruguay.